# کمیته المپیک اسپانیا
کمیته المپیک اسپانیا (اسپانیایی: Comité Olímpico Español‎) یک سازمان ورزشی است که نماینده کشور اسپانیا در کمیته بین‌المللی المپیک می‌باشد.
این سازمان که در سال ۱۹۱۲ تأسیس شده مسئول آماده‌سازی و اعزام ورزشکاران به بازی‌های المپیک، بازی‌های المپیک جوانان و بازی‌های اروپایی است. 